# 皇家港口 (南卡罗来纳州)
皇家港口（英文：Port Royal），是美国南卡罗来纳州下属的一座城市。城市类型是“Town”。其面积大约为22.01平方英里（57平方公里）。根据2010年美国人口普查，该市有人口10,678人，人口密度约为每平方 英里485.14人（约合每平方公里187.32人）。